# Budnîkî, Liuboml
Budnîkî (în ucraineană Бу́дники) este un sat în comuna Stolînski Smolearî din raionul Liuboml, regiunea Volînia, Ucraina.

## Demografie
Componența lingvistică a localității Budnîkî
     Ucraineană (98,98%)
     Rusă (1,02%)
Conform recensământului din 2001, majoritatea populației localității Budnîkî era vorbitoare de ucraineană (98,98%), existând în minoritate și vorbitori de rusă (1,02%).